# Utricularia striata
Utricularia striata är en tätörtsväxtart som beskrevs av Le Conte. Utricularia striata ingår i släktet bläddror, och familjen tätörtsväxter. Inga underarter finns listade i Catalogue of Life.